# Argia fumipennis
Argia fumipennis là một loài chuồn chuồn kim trong họ Coenagrionidae.
Argia fumipennis is in 1839 voor het eerst wetenschappelijk beschreven door Burmeister.

## Hình ảnh

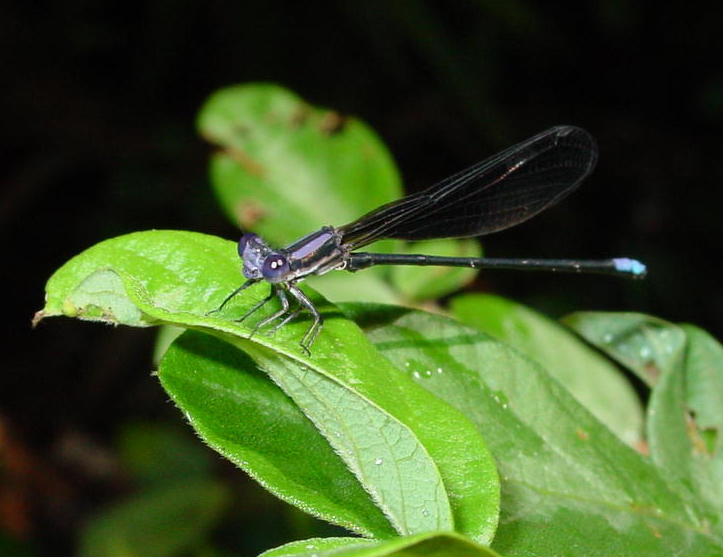
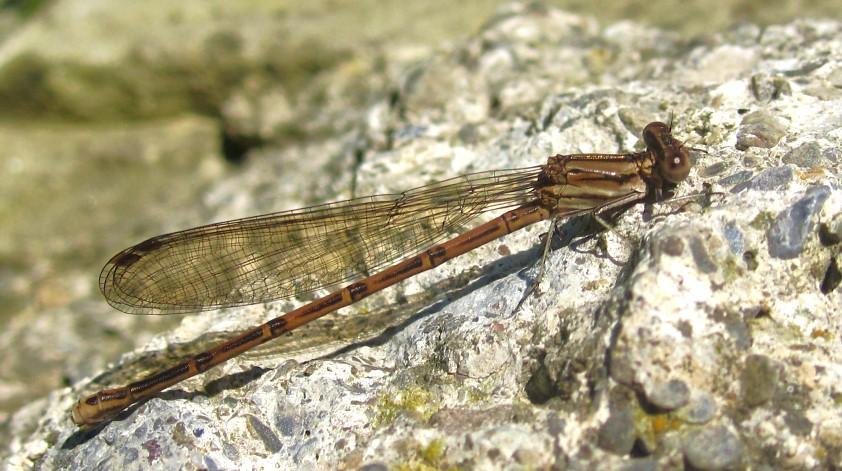
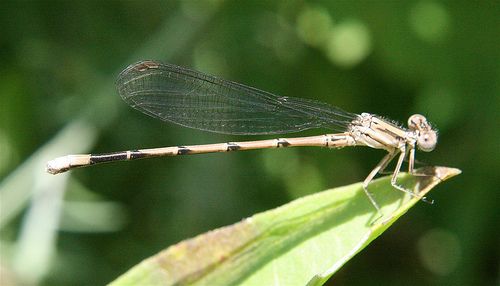